# تلفزيون هوكايدو
هوكايدو تلفزيون برودكاستين كو.، إل تي دي. (حرفيا: محطة تلفزيون هوكايودو) (北海道テレビ放送株式会社 Hokkaidō Terebi Hōsō Kabushikigaisha، إتش تي بي) هي محطة  تلفزيونة يابانية  في سابورو، هوكايدو، مرتبطة  مع شبكة أخبار أولنيبون (آن) و تلفزيون شبكة اساهي.

## عن إتش تي بي

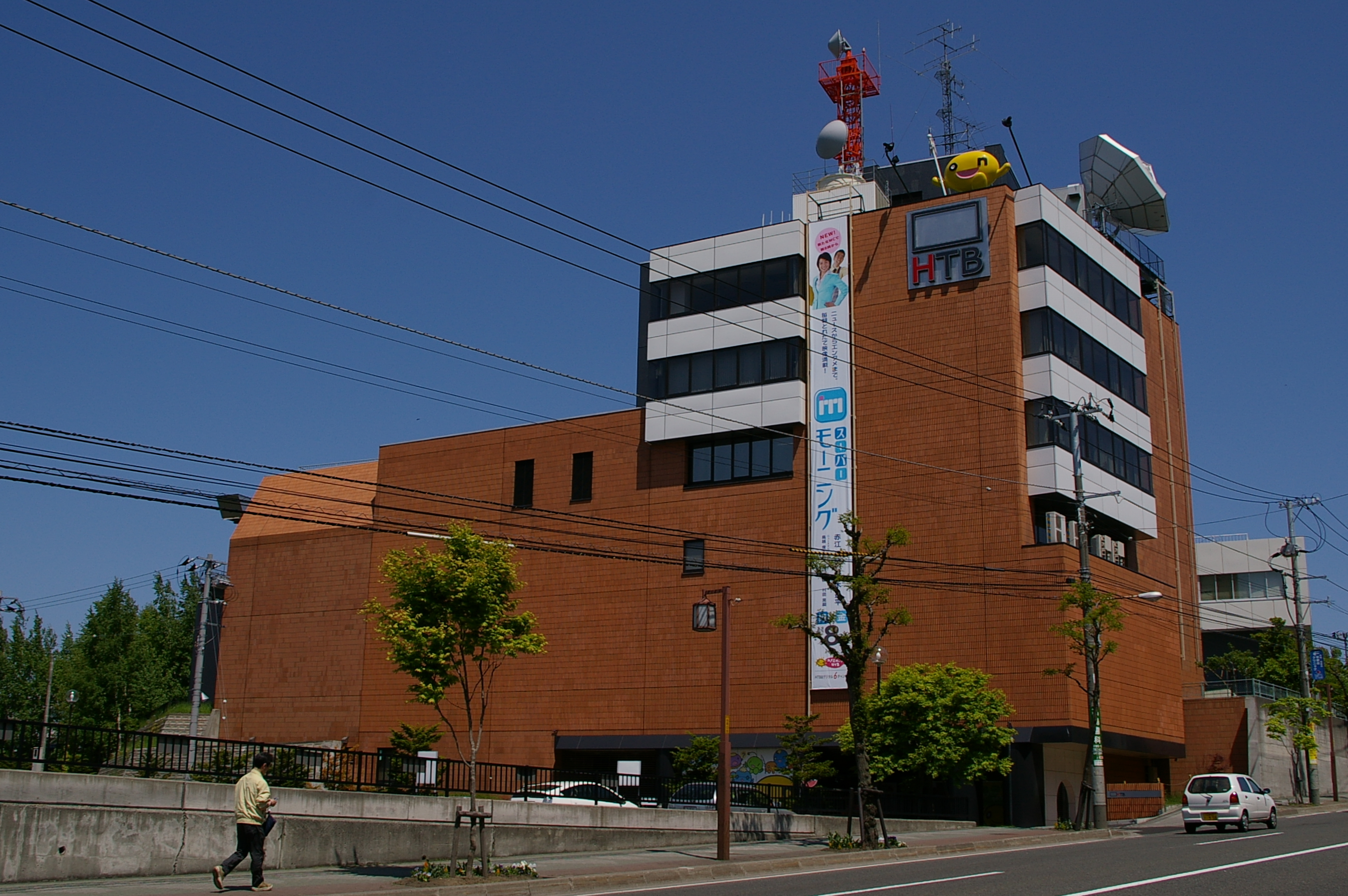

- رئيس المكتب: 10-7،هيراغيشي شيجو جوسانتشومي، تيوهيرا-كو، سابورو، اليابان
- تأسست عام: 1 ديسمبر 1967
- السنة بدأت فيه البث: 3 نوفمبر 1968
- رمز النداء التناظرية البث التلفزيون : JOHH-TV
- رمز النداء التلفزيون البث الرقمي : JOHH-DTV
- التميمة: →on chan (onちゃん؟، December 1, 1997 -)

## محطات

### محطات التناظرية  (اعتبارا من 24 يوليو 2011 تاريخ الانتهاء)
- سابورو - قناة 35
- أساهيكاوا - قناة 39
- هاكوداته - قناة 35
- موروران - قناة 39
- أوبيهيرو - قناة 34
- اباشيري - قناة 35
- قطامي قناة 61
- كوشيرو - قناة 39

### المحطات الرقمية
- زر: 6
- سابورو - قناة 23
- أساهيكاوا - قناة 14
- هاكوداته - قناة 23
- موروران 20 قناة
- أوبيهيرو - قناة 23
- اباشيري 20 قناة
- قطامي قناة 31
- كوشيرو - قناة 36

## برامج
- AKB0048 (سابقا)
- How do you like Wednesday? (水曜どうでしょう Suiyō Dōdeshō؟) (水曜どうでしょう، Suiyō Dōdeshō؟)
- Onigiri Atatamemasuka (おにぎりあたためますか؟) (おにぎりあたためますか؟)

## منافسة المحطات
- هوكايدو البث كو. ، إل تي دي (إتش بي إس)
- في سابورو البث التلفزيوني كو. ، إل تي دي. (إس تي في)
- هوكايدو البث الثقافي كو. ، إل تي دي. (يو إتش بي)
- TV Hokkaido international airlines كو. ، إل تي دي. (تي في إتش)

## وصلات خارجية
- الموقع الرسمي HTB في اليابانية
- HTB الشركات الشخصي في اللغة الإنجليزية